# Xylotoles apicalis
Xylotoles apicalis es una especie de escarabajo longicornio del género Xylotoles, tribu Parmenini, subfamilia Lamiinae. Fue descrita científicamente por Broun en 1923.
La especie se mantiene activa durante el mes de marzo.

## Descripción
Mide 6-6,5 milímetros de longitud.

## Distribución
Se distribuye por Nueva Zelanda.